# The Regatta Mystery and Other Stories
The Regatta Mystery and Other Stories (O mistério da regata e outras histórias, em Portugal) é um livro de Agatha Christie composto por nove contos policiais, publicado em 1939 nos Estados Unidos. As histórias são protagonizadas ora por Hercule Poirot, ora por Miss Marple e ora por Parker Pyne.
Apesar de não ter sido lançado no Brasil, alguns de seus contos fazem parte do volume Um acidente e outras histórias. São eles: The Regatta Mystery (O Mistério da Regata), Problem at Pollensa Bay (Problema na Baía de Polensa), Yellow Iris (Os Íris Amarelos), Miss Marple Tells a Story (Miss Marple Conta uma História) e In a Glass Darkly (No Fundo do Espelho).

## Contos que compõem a obra
1. The Regatta Mystery
2. The Mystery of the Bagdad Chest
3. How Does Your Garden Grow?
4. Problem at Pollensa Bay
5. Yellow Iris
6. Miss Marple Tells a Story
7. The Dream
8. In a Glass Darkly
9. Problem at Sea